# Saint-Martin-de-l'Arçon
 Saint-Martin-de-l'Arçon  es una población y comuna francesa, situada en la región de Languedoc-Rosellón, departamento de Hérault, en el distrito de Béziers y cantón de Olargues.

## Demografía
| 130 | 115 | 107 | 110 | 103 | 118 |
| Para los censos de 1962 a 1999 la población legal corresponde a la población sin duplicidades (Fuente: INSEE [Consultar]) |     |     |     |     |     |